# ميخائيل جون
ميخائيل جون (بالإنجليزية: Michael John)‏ هو كاتب عدل ‏ ومحام بالقضاء العالي وسياسي أسترالي، ولد في 29 أبريل 1943 في سوانزي في المملكة المتحدة، وتوفي في 6 يونيو 2003 في بنديجو في أستراليا. انتخب عضو الجمعية التشريعية فيكتوريا عن دائرة Electoral district of Bendigo East ‏ (2 مارس 1985 – 17 سبتمبر 1999).